# Die schöne Galathée
Die schöne Galathée ist eine komisch-mythologische Operette in einem Akt von Franz von Suppè.
Das Libretto schrieb Leonhard Kohl von Kohlenegg unter dem Pseudonym Henrion Poly. Uraufführung war am 30. Juni 1865 in Meysels Theater, Berlin. Am 9. September desselben Jahres folgte die österreichische Erstaufführung im Carltheater, Wien. Die Aufführung dauert etwa eine Stunde.

## Entstehung
Nach dem Großerfolg von Jacques Offenbachs Operette Die schöne Helena 1864 versuchte der Wiener Impresario Karl Treumann das Rezept „mythologischer Stoff in komischer Aktualisierung mit weiblichem Star“ auf die Wiener Operette zu übertragen und gab Suppè den Auftrag. Der Text ist eine Bearbeitung von Victor Massés Opéra comique Galathée (1852).
Der Diener Ganymed war nach damaligen Gepflogenheiten als Hosenrolle ausgelegt und wurde von der berühmten Komödiantin Anna Grobecker dargestellt. Die Pikanterie, dass sie mit Galathee ein Kussduett singen musste, trug wesentlich zum Erfolg des Stückes bei.

## Handlung
Die Operette spielt im Atelier Pygmalions auf der Insel Zypern in antiker Zeit.
Der junge, begnadete Bildhauer Pygmalion ist natürlich darauf angewiesen, dass er Käufer für die von ihm erschaffenen Kunstwerke findet, aber eines davon ist unverkäuflich: die Statue der Nymphe Galathée. In sie ist er nicht nur verliebt, sondern regelrecht vernarrt. Deshalb verbirgt er sie hinter einem Vorhang, damit sie keiner seiner Kunden zu Gesicht bekomme. Seinem Diener Ganymed hat er befohlen, sie niemandem zu zeigen.

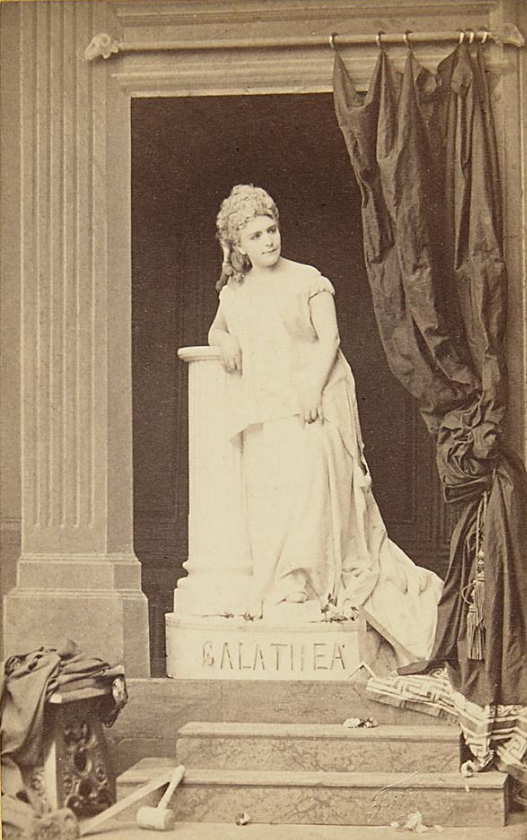
Minna Wager als Die schöne Galathée, 1865, Carltheater Wien

Dem Kunstliebhaber Mydas ist zu Ohren gekommen, welch prächtiges Werk Pygmalion besitzen soll. Weil dieser gerade außer Haus ist, gibt er Ganymed ein reichliches Trinkgeld, damit er ihm die Statue zeige. Dies wirkt. Mydas ist begeistert. Sofort will er die Statue kaufen. Plötzlich kehrt Pygmalion zurück und bemerkt, wie ihn sein Diener hintergangen hat. Wütend jagt er den Kunstsammler zur Tür hinaus.
Pygmalion fleht die Göttin Venus an, sie möge sich erbarmen und seiner Statue Leben einhauchen. Kaum hat er seinen Wunsch geäußert, da wird er auch schon erfüllt. Aber ach: Galathée entpuppt sich als kapriziöse Dame. Erst betört sie Pygmalion, dann seinen Diener Ganymed und – als schließlich wieder der penetrante Kunstliebhaber auftaucht – auch noch diesen. Pygmalion wird wütend. Er hatte geglaubt, in einem schönen Körper müsse auch eine gute Seele stecken. Nun muss er Venus nochmals um Hilfe bitten. Sie soll die Metamorphose rückgängig machen. Venus erhört ihn erneut. Als die schöne Galathée wieder zu Marmor erstarrt ist, verkauft Pygmalion die Statue mit Freuden an Mydas.

## Orchester-Besetzung
Zwei Flöten, zwei Oboen, zwei Klarinetten, zwei Fagotte, vier Hörner, zwei Trompeten, drei Posaunen, Harfe, Schlagzeug, Streicher

## Musik
Anton Würz bezeichnet in Reclams Operettenführer Die schöne Galathée als eine der vollkommensten Bühnenschöpfungen Suppès. Sie gilt bei Experten auch als „ein Werk der Grenzüberschreitung“, welche „die […] Elemente der Operá bouffe und der Wiener Posse [vereint] und zugleich eine Nähe zum Singspiel und Oper [aufweist]“.
Das kleine Werk enthält folgende Musiknummern:
- Den schönen Eingangschor und die Schlummerarie des Ganymed
- Die köstlich prahlenden Ariette des Mydas
- Das wütenden Galoppterzett beim Rauswurf des Mydas
- Die Erweckungsszene mit anschließendem Duett (ein Höhepunkt der Partitur)
- Die Romanze, der Galathée, in der sie, eben zum Leben erwacht, die Musik entdeckt
- Das grotesk-komische Schmuckterzett
- Das von stilistischer Wendigkeit geprägte Couplet des Ganymed („Doch so klassisch…“)
- Das überschäumende Trinklied, bei welchem Galathée den Ton angibt
- Das verführerische Kussduett, bei dem Galathée den zunächst widerstrebenden Ganymed um den Finger wickelt

Die Figur des Dieners Ganymed ist als Hosenrolle angelegt. Dies gibt dem Stück eine pikante Note, wenn sich beim Kussduett zwei Frauen auf der Bühne küssen. Dies galt in der zweiten Hälfte des 19. Jahrhunderts schon als sehr frivol.
Der berühmte G-Dur-Walzer der Ouvertüre kommt im Stück selbst nicht vor. Das führte immer wieder zu Veranlassungen, entsprechende Änderungen vornehmen zu wollen.

## Tonträger (Auswahl)
- Gesamtaufnahme mit Renate Holm, Reinhold Bartel, Ferry Gruber u. a. sowie dem Kölner Rundfunkchor und Rundfunkorchester unter der Leitung von Franz Marszalek (1965), CD beim Label Documents (textliche und musikalische Bearbeitung)
- Gesamtaufnahme mit Anna Moffo, René Kollo, Rose Wagemann und Ferry Gruber unter der Leitung von Kurt Eichhorn (1974), CD beim Label eurodisc
- Gesamtaufnahme: Bogner, Andrea; Chor des Theaters der Stadt Koblenz; Eitler, Thomas; Heyn, Juliane; Kupfer, Michael; Rhenish State Philharmonic Orchestra; Rickenbacher, Hans-Jurg, Label: CPO 999726-2
- Ouvertüre mit dem Detroit Symphony Orchestra unter der Leitung von Paul Paray (1959), CD beim Label Mercury, Vertrieb: Philips/Universal
- Ouvertüre mit dem Orchestre symphonique de Montréal unter der Leitung von Charles Dutoit (1985), CD beim Label Decca, Vertrieb: Universal